# Laurázsia
Laurázsia egy szuperkontinens volt, amely a Pangea nevű szuperkontinens késő mezozoikumi széttöredezése után jött létre. Tartalmazta az északi félgömbön elhelyezkedő mai kontinensek többségét, elsősorban Laurentiát (amely után az észak-amerikai kratont elnevezték), a Baltikumot, Szibériát, Kazahsztánt, valamint az Észak- és Kelet-Kínai kratont.
A név a Laurentia és Eurázsia nevek összetételéből származik.

## Eredet
Habár Laurázsia mezozoikumi földrészként ismert, ma úgy vélik, hogy ugyanazok a kontinensek, amelyek a későbbi Laurázsiát alkották, korábban egyetlen szuperkontinensként léteztek, ami a Rodinia 1 milliárd évvel ezelőtti széttöredezésével jött létre. Ahhoz hogy elkerüljék a mezozoikumi kontinenssel való összetévesztését, erre a kontinensre Proto-Laurázsia néven hivatkoznak. A feltételezés szerint Proto-Laurázsia nem töredezett szét újra azelőtt, hogy egyesült volna a déli kontinensekkel, létrehozva a késő prekambriumi Panniota szuperkontinenst, ami a kora kambriumig fennmaradt. Laurázsia a lemeztektonika a kontinentális vetődés és a tengeraljzat szétterülés következményeként összeállt, majd széttöredezett.
A Laurázsia nevet gyakran használják a Pangea korára is, amikor az északi földrészek az egységes szuperkontinens részeit alkották, mivel az északi egység sok tekintetben elkülönül a délitől ebben a szakaszban is, annak ellenére, hogy nem volt önálló. A Tethys-óceán mindig elszigetelte egymástól Laurázsia délkeleti, és Gondwana északkeleti részeit. A két térség szubtropikus és mérsékelt éghajlati övei különbözőek.
Az egységes kontinens előtt és után is használatos az északi félgömb kontinentális lemezeinek összefoglaló megnevezésére.

## Széttöredezés és átalakulás
A kambrium során Laurázsia nagyrészt az egyenlítői szélességi körön helyezkedett el, és megkezdte a széttöredezést, északabbra tolva Észak-Kínát és Szibériát, oda, ahol ezután e kontinensek az előző 500 millió év során elhelyezkedtek. A devon időszakban Észak-Kína az északi sarkkör közelében volt, és a 280–300 millió évvel ezelőtt bekövetkezett karbon időszaki eljegesedésig a legészakibb kontinens maradt. Arra azonban nincs bizonyíték, hogy a karbon idején nagy mértékű eljegesedés következett be az északi kontinenseken. Erre a hideg időszakra Laurentia és a Baltikum újraegyesült az Appalache-hegység formációjával és azokkal a hatalmas szénlelőhelyekkel, amelyek napjainkban jelentős hatást gyakorolnak az olyan régiók gazdaságára, mint Nyugat-Virginia, az Egyesült Királyság és Németország.
Szibéria délfelé sodródott és összekapcsolódott Kazahsztánnal, egy kis kontinentális területtel, amiről ma úgy gondolják, hogy a szilur időszaki kiterjedt vulkanikus tevékenység következtében jött létre. Mikor e két kontinens egyesült, Laurázsia már majdnem átalakult és a triász kezdetén az észak-kínai kraton összeolvadt az újraformálódó Laurázsiával, a Gondwanával való összeütközéssel kialakítva Pangeát. A sarkkör közeléből déli irányba elmozduló Észak-Kína lett az utolsó kontinens, amely beolvadt Pangeába.

## Végső széttöredezés
Nagyjából 200 millió évvel ezelőtt Pangea elkezdett széttöredezni. Észak-Amerika keleti része és Északnyugat-Afrika között egy új óceán alakult ki - az Atlanti-óceán, habár (az Észak-Amerikához kapcsolódott) Grönland és Európa még együtt maradt. Európa és Grönland különválására mintegy 60 millió évvel ezelőtt (a paleocén időszakban) került sor. Laurázsia végül két kontinensre a Laurentiára és (az Indiai szubkontinenst és Arábiát nem tartalmazó) Eurázsiára oszlott fel, melyek után Laurázsiát elnevezték.

## Fordítás
- Ez a szócikk részben vagy egészben  a   Laurasia című angol Wikipédia-szócikk ezen változatának fordításán alapul.  Az eredeti cikk szerkesztőit annak laptörténete sorolja fel. Ez a jelzés csupán a megfogalmazás eredetét és a szerzői jogokat jelzi, nem szolgál a cikkben szereplő információk forrásmegjelöléseként.